# 王相 (明朝御史)
王相（1470年—1518年），字夢弼，號覺軒，河南汝宁府光州光山县人，軍籍。明朝政治人物、同進士出身。

## 生平
治《詩經》，行二，由國子生中式弘治十四年（1501年）辛酉科河南鄉試第七十名舉人，年三十九歲中式正德三年（1508年）戊辰科會試第三百四十七名，第三甲第二十一名進士。授沭阳县知县，六年十二月由知县选授山西道監察御史。正德九年巡按湖广，十一年巡按江西，正德十二年，巡按山東，鎮守中官黎鑑假借進貢之名苛斂，王相率眾相抵。黎鑑大怒，在朝廷上誣陷王相，王相因此下詔獄，十三年正月貶為直隶沭阳知县，改高郵州判官，不久去世，年四十九。嘉靖初年，贈光祿少卿。

## 家族
曾祖王元凯。祖父王彦祖。父王珠，典史。母胡氏。永感下，兄王臣。二子：王家士，丙子舉人，官临朐知县；次子王家賓，甲午舉人，官石首知县。